# 拝啓、ジョン・レノン
「拝啓、ジョン・レノン」（はいけい、ジョン・レノン）は、真心ブラザーズの14枚目のシングル。1996年6月21日にKi/oon Sony Recordsから発売された。

## 解説
前作から11か月ぶりに発売された。
題名通り、ジョン・レノンに捧げられた曲。発売時には、一部で歌詞が「レノンを冒涜している」と理解され、一部の放送局で放送禁止となった。本人たちに賛否両論の議論を起こす狙いは最初からなく、騒動に少々驚いたようである。ただし、後日談として桜井は「スポニチに載ったのはうれしかった」とも語っている。
コーラスは内海洋子。
カップリング曲の｢嫌いじゃないぜ｣は、アルバム未収録。

## 収録曲
1. 拝啓、ジョン・レノン
作詞・作曲：倉持陽一、編曲：真心ブラザーズ
2. 嫌いじゃないぜ
作詞・作曲：桜井秀俊、編曲：真心ブラザーズ
3. 拝啓、ジョン・レノン（オリジナル・カラオケ）